# Haas VF-25
La Haas VF-25 è una monoposto di Formula 1 realizzata dalla Haas per gareggiare nel campionato mondiale di Formula 1 2025.

## Livrea
La livrea segue il classico schema di colori bianco, rosso e nero, seppur con una maggiore presenza del bianco rispetto al nero predominante nella precedente VF-24. Per il  Gran Premio del Giappone la scuderia annuncia una livrea speciale con l'aggiunta di fiori di ciliegio rosa sulla vettura. Per festeggiare il duecentesimo gran premio nella storia della scuderia, occasione che si verifica al Gran Premio del Canada, il team annuncia una livrea ispirata allo schema di colori della VF-16, prima vettura della storia del team.

## Carriera agonistica

### Stagione
La scuderia vede un cambio completo nella line-up piloti, infatti Hülkenberg (trasferitosi alla Sauber) e Magnussen (ritiratosi dalla F1 e passato al WEC) vengono sostituiti da Esteban Ocon proveniente dall'Alpine e dal giovane Oliver Bearman che già nella stagione 2024 aveva corso due gare per il team.
Il team è capace di battagliare per la zona punti sebbene alterni ottime prestazioni, come i doppi piazzamenti a punti in Cina e in Bahrein a prestazioni difficoltose come i due ritiri a Miami e ad Imola.
Questo trend continua nelle successive gare, seppur Ocon è capace di marcare ottimi piazzamenti utili come il settimo posto a Monaco, il nono in Canada ed il decimo in Austria, Bearman deve invece aspettare fino alla Sprint Race del Belgio per tornare a punti classificandosi settimo, mentre il compagno di squadra arriva quinto.

## Piloti
| Piloti ufficiali       | Piloti ufficiali | Piloti ufficiali |
| Nazione                | Nome             | Numero           |
| ---------------------- | ---------------- | ---------------- |
| Francia (bandiera)     | Esteban Ocon     | 31               |
| Regno Unito (bandiera) | Oliver Bearman   | 87               |
| Pilota di riserva      |                  |                  |
| Nazione                | Nome             | Numero           |
| Giappone (bandiera)    | Ryō Hirakawa     | 50               |

## Risultati in Formula 1
| Anno | Team | Motore  | Gomme | Piloti  |    |   |    |    |    |     |     |    |    |    |    |    |     |     |  |  |  |  |  |  |  |  |  |  | Punti | Pos. |
| ---- | ---- | ------- | ----- | ------- | -- | - | -- | -- | -- | --- | --- | -- | -- | -- | -- | -- | --- | --- |  |  |  |  |  |  |  |  |  |  | ----- | ---- |
| 2025 | Haas | Ferrari | P     | Ocon    | 13 | 5 | 18 | 8  | 14 | 12  | Rit | 7  | 16 | 9  | 10 | 13 | 155 | 16  |  |  |  |  |  |  |  |  |  |  | 35    | 9º   |
| 2025 | Haas | Ferrari | P     | Bearman | 14 | 8 | 10 | 10 | 13 | Rit | 17  | 12 | 17 | 11 | 11 | 11 | 117 | Rit |  |  |  |  |  |  |  |  |  |  | 35    | 9º   |

| Legenda | 1º posto     | 2º posto | 3º posto    | A punti         | Senza punti/Non class.  | Grassetto – Pole position Corsivo – Giro più veloce Apice – Risultato Sprint (A punti) |
| Legenda | Squalificato | Ritirato | Non partito | Non qualificato | Solo prove/Terzo pilota | Grassetto – Pole position Corsivo – Giro più veloce Apice – Risultato Sprint (A punti) |